# Ostbahnhof (metropolitana di Monaco di Baviera)
Ostbahnhof è una stazione della Metropolitana di Monaco di Baviera, che serve la linea U5.
È stata inaugurata il 27 ottobre 1988.